# Білоруський буквар, або перша наука читання
«Білоруський буквар, або перша наука читання» (біл. Беларускі лемантар альбо першая навука чытаньня; Biełaruski lemantar albo pieršaja navuka čytańnia; в оригіналі: «Biełaruski lementar abo Pierszaja nawuka czytańnia», «Беларуски лемэнтар або Першая навука чытаньня») — перший буквар білоруською мовою, опублікований 1906 року у Санкт-Петербурзі видавничою спільнотою «Загляне сонце і в наше віконце».
Серед можливих авторів букваря — Карусь Каганець, Алоїза Пашкевич , Вацлав Івановський. Зразком для нього став польський буквар Конрада Прушинського. Підручник вийшов друком латиникою та кирилицею. У цьому букварі вперше використана білоруська лінгвістична термінологія.

## Передісторія
У другій половині XIX століття з'явився ряд творів білоруської літератури. Але їх автори досі не змогли видати підручник для практичного навчання. Мовні дослідження Івана Насовича, Явхима Карського та інших не призвели до запровадження білоруської мови у навчанні. Це пов’язано насамперед з обмежувальною політикою царизму в Російській імперії, офіційним тлумаченням білоруської мови як діалекту російської.
Ідея перших білоруських шкільних підручників з’явилася на початку XX століття серед Білоруської революційної партії, створеної з ініціативи студента Петербурзького технологічного інституту Вацлава Івановського. Про це свідчить звернення «До інтелігенції», випущене восени 1902 року, у якому була сформульована програма білоруської народної освіти та видавничої справи. Першим пунктом було створення праць з удосконалення білоруської мови та видання граматики, для розроблення яких планувалося звернутися до фахівців. Невідомо, чи зверталися активісти БРП і до кого вони звертались із цим питанням, адже насправді жоден з відомих мовознавців того часу не розробляв граматики.
Тим часом необхідність створення підручника була викликана необхідністю розробки спільних принципів білоруського правопису, оскільки планувалося розпочати постійну видавничу справу. Буквар можна створити самостійно за відносно короткий час.
Дочекавшись підручника, Алоїз Пашкевич написала 28 червня 1906 р. зі Львова Броніславу Епімах-Шипілу до Санкт-Петербурга: 
|  | Я хочу дізнатися від Вас, як стоїть справа з букварем, чи готовий він, чи буде в нас наша білоруська фонетика. Це дуже важливо, тому що я тепер публікуватиму популярні речі для народу, однак не знаю, як чого дотримуватися Оригінальний текст (біл.) Я хачу даведацца ад Вас, што чутно з букваром, ці ўжо гатоў, ці ў нас будзе фанэтыка наша беларуская. Гэта вельмі важна, бо буду цяпер выдаваць папулярныя рэчы для народу, дык ня ведаю, як чаго трымацца |

Рукопис букваря, очевидно, був оброблений у 1904-1905 роках. Вацлав Іваново повідомив Олександра Єля в листі від 17 квітня 1906 року: 
|  | Кілька „місцевих“ гавриків, які живуть у Петербурзі, створили видавничу спільноту, тепер уже відбувається буквар, буде подвійними знаками, цебто, простіше кажучи, буде два букварі Оригінальний текст (біл.) Некалькі людцоў „тутэйшых“, што ў Пецярбурху жывуць, залажылі выдаўніцкую суполку, цяпер адбіваецца ўжо элементар, будзе дваякімі знакамі, гэта значыць, па просту кажучы, будуць два элементары |

Протягом XIX століття сформувалась практика друкування білоруських книг та інших видань по черзі латиницею чи кирилицею. Це відбивало як специфіку релігійної ситуації в Білорусі, так і мотивацію окремих авторів. Рішення видати буквар двома алфавітами, на відміну від практики XIX століття, не сприяло і не визначало майбутнє одного з них. Це подвоїло вартість друку, але вони були не такими високими, якщо порівняти з очікуваним результатом, тобто розвиток національної свідомости та інтеграція білоруського суспільства на засадах національної культури. Наприклад, Григорій Семашкевич показує, що на тодішньому етапі це було єдиним рішенням.
3 двох запланованих версій букваря, першою у друкарні імені П'ятьковського у Санкт-Петербурзі була видана латинська версія (липень 1906 року), кирилична версія з’явилася кілька тижнів по тому.

## Латинський варіант

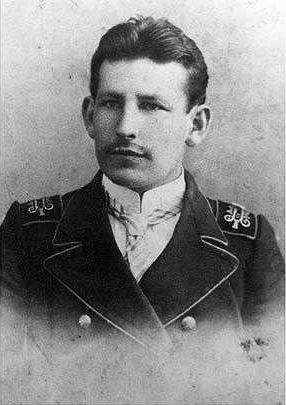
Вацлав Івановський, 1904 рік

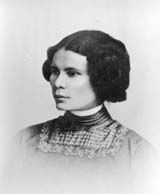
Алоїза Пашкевич

Питання анонімности підручника вже давно привертає увагу дослідників. У 1920 році Микола Каспярович на основі досліджень рукописів Казимира Костровицького (псевдо. Лампа Каруса) та його листування з головою видавничого товариства "сонечко і погляньте на наше маленьке віконце" Вацлав Івановський припустив, що автором букваря був Костровицький К..Цієї точки зору також дотримувалися пізніші дослідники   Якуб Колас і Павич Меделка вважали, що автором була тітка (Алоїз Пашкевич) , це пізніше стверджувала Лідія Арабей.
У 80-х роках Юрій Туронок досліджував походження білоруського букваря на основі раніше невикористаних польських джерел. Дослідник наводить факти, що Вацлав Івановський розпочав роботу над латинським варіантом букваря восени 1904 р., коли проходив аспірантуру на цукровому заводі в Боровичах поблизу Плоцька. У листі до А. Єльського від 24 лютого 1905 р. в. Івановський повідомляв, що робота над букварем наближається до завершення («будзе гатоў да друку за месяц»). Тому можна припустити, що латинська версія букваря В. Івановського закінчилася якомога пізніше навесні 1905 р. цитований лист містить інформацію про те, що прикладом був (незаконний у Російській імперії) польський буквар Казімєжа Промика (псевд. Конрада Прушинського). Цей підручник пов’язаний із забороною вивчення шкіл польської мови в Російській імперії, призначених для побуту, і був більш відповідним білоруським умовам, ніж російські букварі, що використовувались у державних школах.
Графіка пропонувала використовувати латинські символи «č», «š», «ž» замість традиційних «cz», «sz», «ż», які, ймовірно, мали на меті відрізнити білоруську латинку від польського алфавіту.

## Кириличний варіант
Юрій Туронок доводить, що латиновий варіант був основою для другого варіанту, надрукованого кирилицею, якому додаток В. Івановський доручив К. Костровицькому.

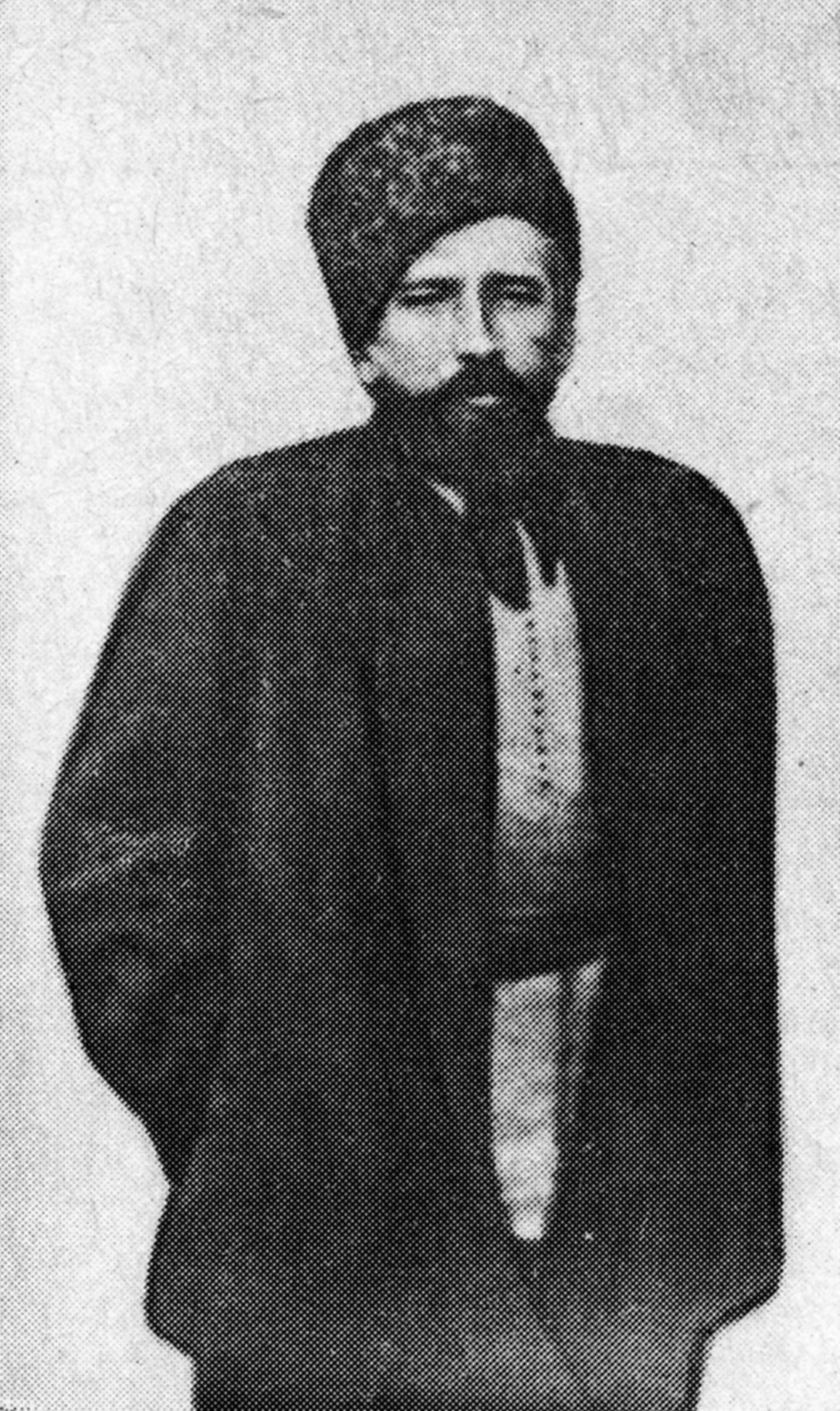
Казимир Кастравіцький (Карусь Каганець)

У букварі Каруся Каганця було 19 малюнків, вважається, що вони належали самому автору. Малюнки були простими — корова, жінка, бот, мати, ставок, льон, риба, заєць — але вони стали першим зразком дитячої книги в Білорусі. Буквар — справжня авторська книга.
Не знайшла підтримки концепція К. Кастравіцького щодо використання південно-західного діалекту як основу для створення білоруської національної мови. В. Івановський віддав перевагу центрально-білоруським діалектам, тому текст, підготовлений К. Кастравіцьким, був виправлений. Але не всі південно-західні діалекти були вилучені, збереглися, наприклад, сліди окання (познаваць, покажы, богатый). Не застосовував К. Костровицький деякі лексеми, які зустрічались у латинській версії, дорікнув В. Івановському у використанні полонізму і ввів у його текст багато слів, що відрізняються за фонетикою, морфологією та іноді сенсом («раней» замість «dauniej», «абодва» замість «aboja»). Ці відмінності підтверджують, що дві версії підручника були працями різних авторів.

## Ортографічні особливості
Найменше труднощів виникло при адаптації латинки до потреб білоруської мови, вживання якої ґрунтувалося на нормах польської ортографії. Кирилиця використовувалась на рубежі 19-20 століть. Виявлено інноваційні тенденції, спрямовані на адаптацію тогочасного російського алфавіту до вимог білоруської фонетики. Тому в перші роки XX століття було багато відмінностей, об’єднання яких стало суттєвою проблемою.
Найважливішою проблемою, яку потрібно було вирішити під час роботи над другим варіантом, було те, як уникнути існуючих відмінностей у використанні білоруської кирилиці. Згідно з рукописами К. Кастравицького, він не мав стійкої думки щодо цього. Наприклад, він використовував різні символи для пом'якшення — апостроф та м'який знак (мысл', болиць), коротке «и» передавав однаково як літерою «й», так і «ǐ» (Рай, maǐ), та «о» після м’якого приголосного — або за допомогою «ё», або «іо», або навіть «ǐо» (ён, іон, ǐон). Але в рукописах К. Кастравицький не знаходить літери «щ», яку послідовно замінював двобуквеним знаком «шч».
Невідомо, якої з його ортографічних концепцій він дотримувався у підготовленому тексті букваря. Очевидно, останнє слово в цій справі належало видавництву, точніше В. Івановському, та появі в друкованому тексті сполучення «йо» замість «ё» чи «іо»), якого не було в рукописах К. Кастравицького, вони також засвідчили, що не всі його ідеї були прийняті. Але безсумнівно винахід К. Костровицького був новий знак «шч», який був прийнятий у видавництві і для всіх увійшов до білоруського алфавіту.
Цікавою особливістю букваря в мовному аспекті є те, що тут вперше використовується білоруська лінгвістична термінологія. Це були загальні терміни, їх висвітлення збігається з термінами, використаними в підручнику К. Промика, тобто остання була використана як основа для обробки білоруських концепцій. Слід зазначити, що деякі з них («знаки застановочные», «працяжка») точніше відображали зміст, ніж терміни, запропоновані К. Промиком.

## Зміст
Підручник вийшов друком латиницею та кирилицею, що означало, що буквар призначався як католикам, так і православним. Видавці прагнули нейтралізувати наслідки релігійної роз'єднаности суспільства, пробуджуючи національну свідомість:
|  | Ми всі знаємо, що серед нас, поліщуків, білорусів, чи, як ми ще називаємо себе, — тутейших — є католики та православні, католики більше до латинських літер, — що їх несправедливо зі звички називають «польськими» — звикли; православні — до слов'янських — або, як кажуть, до «руських» звикли. Ці руські — наші давні білоруси, і зараз увесь світ пише латиною. Або одного разу ми сваримося: католик і православний сваряться і сваряться «ой ти, каже, поляк — а ти москаль». І обидва не знають, що говорять: ані той поляк, ані той москаль, вони вдвох хоч різної віри, але народу одного, бо обидва виросли на місцевій поліській земельці — білоруській й від батьків почули перше слово нашою рідною мовою, а сваряться тільки собі на кривду й сором, а людям на сміх. Ось і тому ми видаємо букваря подвійними знаками, вибирай, що подобається, щоби кожен зрозумів, що хай би які-сякі там знаки, а голосівки, склади та слова ті самі, мова — та сама, і люди, які говорять однією мовою — рідні брати Оригінальний текст (біл.) Ведаем мы ўсе, што меж нами палешуками, беларусами, ци як мы сябе яшчэ называем — тутэйшыми йосьць каталики и праваслаўные, каталики больш да лацинских литэр — што йих несправядлива «польскими» называюць, прывыкли; праваслаўные — да славянских — ци як кажуць да «руских» прывыкли. Гэтые руские — гэтаж нашы спрадвечные беларуские, а лацинскими цяпер увесь сьвет пишэ. Ци раз у нас сварка бывае: зыдуцца каталик з праваслаўным и сваруцца «ах ты, кажэ, паляк, — а ты маскаль». И абодва ня ведама што кажуць: ани той паляк, ани гэты маскаль, абодва яны хоць рознае веры, а народу аднаго, бо абодва вырасли на зямельцы тутэйшай палескай — беларускай и першае слова ў мови нашай бацькаўскай ад бацькоў пачули, а сваруцца тольки сабе на крыўду и на сорам, людзям на сьмех. Вось і знарок выдаем лемэнтар дваякими знаками, выбирай, што спанараўна, каб усяки пазнаў, што ци такие, ци сякие знаки, а зыки, склады и словы тыеж, мова — таяж и людзи што мовай адной гаворуць — браты родные |

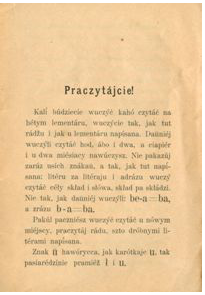
Передмова з порадами, як найкраще навчити читати

Прикладом для створення підручника був польський буквар К. Промика. Звідси була прийнята методика навчання, інструкції для того, хто навчає вчити букви та склади, вступні вправи, альфабет, пояснення голосних та приголосних, написання власних імен та цифр, назв розділових знаків. Навіть частина ілюстративного матеріалу була адаптована. Деякі елементи цього підручника дослівно перекладено білоруською мовою або з незначними змінами, наприклад, передмова з порадами, як найкраще навчити читати:
| Ліві лапки | Przeczytaj, bracie, jeżeli zechcesz kogo uczyć czytać, to ucz koniecznie tak, jak ci poradzę i jak w tym elementarzu pokazano. Dotąd jeszcze uczą nieraz tak, że potrzeba roku albo dwóch lat, żeby czytać nauczyć; a tymczasem jest daleko lepszy nowy sposób, że można nauczyć w 8, a nawet w 5 tygodni... Nie zaczynaj od razu uczyć całego abecadła, ale pokaż tylko kilka liter, które są na początku w tym elementarzu, i ucz od początku aż do końca tak, jak w tymże elementarzu napisano. Zanim zaczniesz uczyć w nowem miejscu, to wpierw przeczytaj radę, która jest wydrukowana dla ciebie drobnemi literami i ucz zapełnię tak, jak tam powiedziano. | Праві лапки |

| Ліві лапки | Praczytajcie! Kali budziecie wuczyć kaho czytać na hetym lemantaru, wuczycie tak, jak tut radżu i jak u lemantaru napisana. Daŭniej wuczyli czytać hod abo i dwa, a ciapier i u dwa miesiacy nawuczysz. Nie pakazuj zaraz usich znakaŭ, a tak, jak tut napisana: literu za literaj i adrazu wuczy czytać ceły skład i słowa, skład pa składzi... Pakul paczniesz wuczyć czytać u nowym miejscy, praczytaj radu, szto drobnymi literami napisana. | Праві лапки |

Після ознайомлення з певним звуком відкриті склади, односкладові та двоскладові слова, розділені на склади, потім для читання пропонувались речення та невеликі тексти. Ознайомлення з друкованими (різними шрифтами) та рукописними (малими та великими) літерами проводилося паралельно з підбором звуку. Порядок вивчення звуків і букв був таким: а, э, п, о, у, ы, м, б, т, я, е, ю, йо, ц, н, л, в, к, п, з, д, с, г, х, ж, да, дж, р, ш, ч, ў, ь.
За своїм словниковим запасом буквар був близький до живої просторіччя — центральних діалектів. Він використовував як навчальний матеріал багато прислів’їв, дотепних народних приказок, порівнянь. Зміст текстів був пов’язаний із життєвим досвідом дітей (переважно з рідною природою).
3 дидактичними цілями використані предметні малюнки. Як зазначав Григорій Семашкевич, усі ілюстрації, слова, звуки чи пояснення базувались на прикладах із життя білоруського села, які повинні сприяти кращому засвоєнню змісту учнями. Цій меті також послужили три новели, яких не було в підручнику К. Промика, наприклад, «Дзед і баба» — переробка популярного вірша Йосипа Крашевського.
У кінці книги була подана елементарна інформація з різних галузей мови: з фонетики — слова, склад, звук («зык»), голосних («самагалосныя»), приголосних («сагалосныя») звуків; із графіки — літера, знак короткости на буквах й, ў, знак наголошення, літери ь, ъ; з пунктуації — називали «застановачныя знакі» і давали зразки їх графічного позначення: кропка, двукроп’е, «закавыка» (коска), «кропка з закавыкай», клічнік, «пытаннік», «злуч», «працяжка», «чужаслоў», «недасказ»; з ортографії — написання великої літери на початку речення, після крапки, в іменах та прізвищах людей, назвах міст, селищ, сіл, річок, озер. Також були наведені цифри від 1 до 10. У кінці був альфабет, надрукований латиницею та кирилицею. Деякі поради також були на окремих сторінках.

## Оцінки
Вперше новина про видання підручника була опублікована віленською газетою «Наша доля» на початку вересня 1906 р. «Білоруський буквар» викликав зацікавлення споживачів, про що свідчить той факт, що він швидко зник із публічних оголошень видавничої спільноти «Загляне сонце і в наше віконце».
Публікація першого букваря сучасної білоруської мови в зацікавлених польських та російських колах була сприйнята як безпрецедентний заклик білоруського народу до відродження своєї культури, як спроба повернути колесо історії. Перші огляди в пресі відображали подив і занепокоєння цих кіл несподіваною появою білоруського національного чинника на арені, де досі панували та стикалися польські та російські культурні впливи.
За гарячими слідами віленський «Kurjer Litewski» розмістив на першій сторінці коментар, підписаний криптонімом, під яким, очевидно, виступав редактор газети Чеслав Янковський. Поява букваря «Kurjer Litewski» була високо оцінена: «Чаму ж беларусам нельга хаця б на пачатку XX стагоддзя заспяваць сваю „Багародзіцу“ або дачакацца сваіх Чалякоўскіх, Колараў і Шафарыкаў, сваіх Даўконтаў і Валанчэўскіх? Лепей позна, як ніколі. Уласны, родны, нацыянальны лемантар! Гэта, калі казаць коратка, праменьчык уласнае культуры. Дык значыць, існуе і беларуская культура? Натуральна, тым больш, калі пад культурай мы будзем разумець непаўторнасць нацыянальнай сутнасці… Навучыцца чытаць і пісаць па-беларуску — гэта ж першы, найсвяцейшы нацыянальны абавязак кожнага беларуса», — підсумував автор. Тим не менше, журналіста не покидав страх, куди буде скирований подальший розвиток білоруського руху.
Видання білоруського букваря збіглося з часом, коли попит громадськости на білоруські книги викликали революційні події. Але надії на дозвіл царської влади на відкриття офіційних білоруських шкіл не справдились, тому в деяких населених пунктах було організовано підпільне навчання. Водночас автори були твердо налаштовані публікувати буквар навіть у незаконних умовах та викликати суспільний інтерес до їх ініціативи. Серед висловів, які послужили матеріалом для навчання читання, був один, який висловлював ставлення його творців до завдання: «Яны бяруцца за гэта дзела і думаюць, што ім удасца яно». Цим ділом було створення сучасної національної білоруської мови та її просування.
Вихід букваря за десятиліття випередив виникнення перших білоруських державних шкіл, тому його використання обмежується побутовим використанням, а також підпільми білоруськими школами. Вперше в історії цей підручник був спробою окреслити основні принципи правопису сучасної білоруської мови, запропонував деякі лінгвістичні терміни, а також конкретну графіку. Тому «Білоруський буквар» служив для письменників та видавців, хоч і не обов’язковою, але єдиною практичною допомогою до Першої світової війни. У такому стані речей цінність підручника можна розглядати не лише в соціально-педагогічній площині, а й у контексті розвитку білоруського мовознавства.
Створені наприкінці 1904 — на початку 1905 року пізніше перші білоруські мовні терміни були уточнені. Деякі з них були сильно змінені (наприклад, «коска» замість «закавыка»), але більшість з них стали тривалим надбанням білоруського мовознавцтва і були прийняті в тому ж звучанні («склад», «галосны», «клічнік» і інш.) або лише з фонетичними та морфологічними змінами, наприклад, «пытаннік» — «пытальнік», «працяжка» — «працяжнік». Євген Карський назвав сформульовані в підручнику принципи початком конкретного білоруського правопису. З часом їх розробляли та вдосконалювали.